# アメリカン・ヒーロー
『UFO時代のときめき飛行 アメリカン・ヒーロー』(原題：The Greatest American Hero) は米国の特撮コメディドラマ。ひょんなことからスーパーヒーローとなった平凡な男の活躍と騒動を描く。
1981年から1983年まで3シーズン、パイロット版＋全42話が制作された。原則として一話完結型の1時間テレビ番組（パイロット版は2時間）。

## ストーリー
冴えない高校教師ラルフはある日、たまたま居合わせたFBI捜査官ビルと共にUFOに遭遇。異星人から地球を救うスーパースーツを授けられるが、その取扱説明書を失くしてしまい、手探りでヒーロー活動する羽目になる。

## 主な登場人物
ラルフ・ヒンクリー
演：ウィリアム・カット、吹替：富山敬
金髪パーマが印象的な主人公。問題児ばかりの特別学級を担任させられる、熱心だが平凡な代理高校教師。異星人からスーパースーツを授かり、スーパーヒーローとして活躍する。パイロット版では幼い一人息子の親権を巡る離婚裁判中だったが、シリーズ本編ではほとんど触れられていない。
ビル・マックスウェル
演：ロバート・カルプ、吹替：小林修
ベテラン落ちこぼれFBI捜査官。粗野で傲慢な皮肉屋だが正義感は強い。異星人公認のラルフの相棒。ラルフの特殊能力を捜査に活かそうとするなど、毎回の事件を持ち込む役回り。
パム・デビッドソン
演：コニー・セレッカ、吹替：戸田恵子
有能な女性弁護士。ラルフの離婚裁判を扱っていたが、事件に巻き込まれてスーツの秘密を知り、仲間に加わる。ラルフの恋人となり、のちにラルフと結婚し「パム・ヒンクリー」となる。彼の活動を私生活面で支える。

## スーパースーツ
UFOに乗る謎の異星人からラルフが授けられたコスチューム。着用している間さまざまな特殊能力が身につく。
「取扱説明書」を紛失したため全ての能力や最大効果は不明だが、試行錯誤により徐々に明らかとなり、使い方も多少上達する。
上にコートを羽織るなど、スーツを別の衣服で隠していると十分に能力を発揮できない。しかしスーツ姿は目立つため、使用は時と場所を選ぶ。
スーツの能力を公然にしたり、平和目的以外に用いることは異星人に禁じられている。
ラルフは、本編で「取扱説明書」を2冊紛失しており、続編の「アメリカン・ヒロイン」では引継ぎのため異星人に、再度「取扱説明書」(3冊目)を求めるが断られている。

### デザイン
頭部を除く全身を包む赤いユニタードと、黒いマントからなる（マスクはない）。いわゆるスーパーヒーローの典型スタイルである。
漢字の「中」によく似たシンボルマークが胸とベルトのバックルについている。異星人のユニフォームに描かれているのと同じもの。

### 特殊能力
怪力
乗用車を軽々持ち上げる腕力。ただしコンクリート壁を一発で破壊するには及ばない。
強靱性
弾丸を弾き返し、炎にも耐える強固な防御力。
飛翔
わずか三歩の助走で空を飛ぶ。ただし飛び方は自己流のため不安定で、目的地まで一気に飛べるとは限らず、着地はいつも失敗する。
超速力
常人を遥かに超える速度で地を駆ける。
透視
物体を透かして内部や向こう側を見る。音も聴こえる。
サイコメトリー
触れた物体の残留思念を通じて持ち主の現況を知る千里眼。ただし対象の衣服や帽子は実際に着用しなければならない。未来を幻視したり、スーツに触れた第三者とビジョンを共有できる場合もある。
パイロキネシス
離れた物体を発火させる。ただし狙った対象とは限らない。
発熱
手から高熱を発する。
透明化
全身を透明化し姿を隠す。ただし意思にかかわらず突然解除されることがある。
ブレス
強力な息吹で炎を吹き消す。また煙幕をすべて吸い込み無効化する。
ホログラム
虚像を見せ動物を操る。
マインドコントロール
心理に働きかけ他者を操る。
磁化
強力な磁気を帯びる。
察知
他の特殊能力者を察知する。
収縮
全身を豆粒大に縮める。所持品も同様に縮まるが、手放していると原寸に戻らない。

## 放映リスト
- パイロット版

「ワンダーフライト」
- テレビシリーズ本編

1. 「強烈殺人カーVSずっこけUFOマン」
2. 「もう大変!!消えたジェット戦闘機とボク自身」
3. 「落ちこぼれ高校生のスパイ大作戦」
4. 「熱中先生!潜水艦に激突」
5. 「僕はいつの日もTVヒーローに夢中」
6. 「つっぱりトニー君の放火そう動」
7. 「泣くなよ!FBI!!君は無冠の英雄」
8. 「強投ヒンクリー!!快速300Km火消し投手」
9. 「翔べラルフ破滅の黄昏へ!気分はもう核戦争」
10. 「50年前空駆けたもう一つの赤いスーツ」
11. 「国境の町を襲う大暴れ山猫爆走集団」
12. 「僕とパムと毒ガス男 恋のロックのリズムで」
13. 「熱中先生 妖館で4次元怪獣と遭遇」
14. 「落盤!!血を待つ罠！失われた金鉱の悲劇」
15. 「戦争の犬たち！舞い降りた細菌戦特攻隊」
16. 「激突!核ジャック列車作戦」
17. 「フシギ、未来が見える!?撃墜されたマル秘試験機」
18. 「熱中先生VS催眠術軍団！地獄へのシナリオ」
19. 「サーカスの人気者!風切って人間大砲ラルフ」
20. 「宇宙ギャング 電気怪獣の猛襲」
21. 「炎暑バージン諸島!美女に迫る密林の斬首刑」
22. 「熱帯 魔の三角海域 ビキニ少女を襲う恐竜!!」
23. 「ラルフのスキー天国」
24. 「熱中先生VS出戻り殺人鬼!!」
25. 「少女誘拐25万ドル事件」
26. 「走れ怪傑UFOマン」
27. 「キャプテンベリーバスター&熱中先生」
28. 「ハワイから来た花婿」
29. 「老兵マックスウェル 命をかけた恋」
30. 「使用説明書!! ETからラルフの手へ」
31. 「ラルフ突進!逆転の怪力タッチダウン」
32. 「恐怖の脱出劇!炎に包まれた魔術師の謎」
33. 「親友ビル死す!?異常な生物学者たちの島」
34. 「ラルフ結婚す!!（前編）」
35. 「ラルフ結婚す!!（後編）」
36. 「デスペラードと荒野の馬泥棒」
37. 「大統領選へ!人気キャスター野望の結末」
38. 「衛星追跡作戦！天才少年のウォー・ゲーム」
39. 「逃げる赤鬼!王子アハの迷路」
40. 「リトル東京上空の30秒」
41. 「絶叫ロッカー空中爆破!!」
42. 「老兵ビル 青春の命燃やした独立戦争」

アメリカン・ヒーローのエピソード一覧も参照。

### 日本における視聴
1982年8月25日にパイロット版が、『全米熱狂〝アメリカン・ヒーロー〟痛快初登場　ワンダーフライト　飛べ！スーパーマンを超えて…』と題して日本テレビ系水曜ロードショーにて放送。
同年8月29日よりテレビシリーズ本編が、日曜22時30分枠にて毎週放送された（関東では途中から土曜昼間に不定期放送）。
ただし34,35話（前後編）は、1983年8月24日、『アメリカン・ヒーロー スペシャル'83　ラルフ結婚す!!』と題して水曜ロードショーにて一挙放送。
2004年8月にDVD-BOXがタキ・コーポレーションより発売。
2006年7月10日よりAXNにて再放送。
2009年、GyaOにてパイロット版＋42話（字幕版）が期限付きで無料配信。
2014年5月にBD-BOXがハピネット・ピクチャーズより発売。

## スタッフ
- 監督：アーノルド・レイヴェン、アイヴァン・ディクソン、ロッド・ホルコム
- 製作総指揮・企画：スティーヴン・J・キャネル
- 音楽：マイク・ポスト、ピート・カーペンター

日本語版スタッフ
- 演出：佐藤敏夫
- 翻訳：木原たけし
- 制作：東北新社

## 主題歌
- グレイテスト・アメリカン・ヒーローのテーマ（英語版） - ジョーイ・スキャベリー（英語版）（レーベル：ワーナー・パイオニア、規格品番：P-1548E）
  - Billboard Hot 100の1981年8月15日付シングルチャートで第2位まで上昇、キャッシュボックスでは第1位を記録し、日本でも7インチシングルが発売された。
  - 当初の邦題は「グレイテスト・アメリカン・ヒーローのテーマ」、日本でのテレビ放送時に再発されたシングルではドラマの邦題に合わせて「アメリカン☆ヒーローのテーマ」に改題された。

## 続編
本作の続編として、1986年に『アメリカン・ヒロイン』（The Greatest American Heroine）が企画された。しかし諸事情によりテレビシリーズ化できず、パイロット版が1本作られたのみでお蔵入りとなった。日本では『アメリカン・ヒーロー』DVD／Blu-ray版の特典映像として視聴可能である。
2014年にもFOXにより、リメイク版の映画が企画され、主演も決まっていたが2018年に頓挫した事が明らかになった。理由は不明。

## 裏話
- スーパースーツの「中」のシンボルは、プロデューサーのスティーヴン・J・キャネルの机にあった持ち手の四角いハサミがモチーフであるとDVD特典で明かされている。キャネルがデザインを決めあぐねていたところ、彼の特徴的なハサミに衣装デザイナーが目を付けて決定した。シンボルに意味はなく、アメリカ人に見慣れぬ不可思議な印象を与えられれば何でもよかったとのこと。
- 日本以外の漢字圏でもやはり「中」に見えるらしく、香港のテレビ局TVBは、本作のタイトルを『飛天紅中俠』（空飛ぶ紅の“中”ヒーロー）として放送した。
- 画面の左右反転に耐える対称形のシンボルは、映像の使い回しの多い低予算テレビシリーズにおいて好都合であった。しかしラルフが腕時計を着けたまま飛び、それが左右入れ替わるカットはしばしば見られる。
- ラルフの姓は当初ヒンクリー（Hinckley）であったが、ジョン・ヒンクリーによるレーガン大統領暗殺未遂事件を受け、放映開始間もなくハンリー（Hanley）に変更された。既収録分は「ラルフ」や「ミスターH」に吹き替えられるなど姓がぼかされている。ただし日本語版では一貫してヒンクリーのままである。
- ウィリアム・カットは着心地の悪いスーパースーツの着用を嫌った。プロデューサーはスーツにさまざまな修正を施し、それを一日中着ずに済むよう撮影スケジュールも調整した。
- スーパーマンとの類似により、DCコミックスの権利を持つワーナー・ブラザースから、本作の放映局ABCが訴えられた。しかしこれら超人ヒーローの概念はすでに一般化しており、表現上も視聴者が混同するおそれはないとして、地方裁判所・第二巡回裁判所ともにこれを退けた。
- ラルフが飛び立つ際に叫ぶ「UFOマン！」という台詞は日本語吹き替え版オリジナルである。